# ПМЖ (телесериал)
П. М. Ж. — российско-американский телефильм 2001 года, повествующий о жизни русской эмиграции в США. В съёмках приняли участие многие непрофессиональные исполнители и бывшие советские актёры-эмигранты. Планировалось 16 серий, но снято всего 2. Премьера пилотных серий состоялась в ноябре 2001 года на телеканале «ОРТ».
Фильм снят по сценарию, в основе которого — повесть «Приходите свататься» писательницы Анны Левиной.

## В ролях
- Елена Соловей — Надежда
- Борис Сичкин — Натан
- Александр Денисов — таксист Володя
- Марина Гайзидорская — Анна
- Ида Куренная — Марина
- Виктор Персик — профессор
- Яна Левина — дочка
- Григорий Михин — Алекс
- Леонид Мим — чеченец
- Сергей Коненков — Стас
- Михаил Дворцов — Гена

### В эпизодах
- Людмила Фиготина
- Валерия Коренная[2] — ведущая новостей
- Александр Раппопорт — хозяин ресторана

## Съёмочная группа
- Режиссёр — Георгий Гаврилов
- Сценарий — Станислав Либин, Алексей Панин, Анна Левина, Георгий Гаврилов
- Оператор — Сергей Козлов